# Kainach
Kainach är ett vattendrag i Österrike.   Det ligger i förbundslandet Steiermark, i den östra delen av landet, 160 km söder om huvudstaden Wien.
I omgivningarna runt Kainach växer i huvudsak blandskog. Runt Kainach är det ganska tätbefolkat, med 111 invånare per kvadratkilometer.